# Chiềng Kheo
Chiềng Kheo là một xã thuộc huyện Mai Sơn, tỉnh Sơn La, Việt Nam.
Xã Chiềng Kheo có diện tích 27,22 km², dân số năm 1999 là 2026 người, mật độ dân số đạt 74 người/km².